# Спаун
Спаун (англ. Spawn — «Отродье») — антигерой из одноимённого ежемесячного комикса, издаваемого Image Comics. Образ создан Тоддом Макфарлейном. Персонаж впервые появился в Spawn # 1 (май 1992 года). Spawn занял 60 место в Top 200 Comic Book Characters of All Time журнала Wizard, 50 место в The 50 Greatest Comic Book Characters журнала Empire, а также в 2011 году занял 36 место в Top 100 Comic Book Heroes от IGN.

## Краткое описание
Эл Симмонс (англ. Albert Francis "Al" Simmons), агент ЦРУ, убитый собственным начальником, по приказу Сатаны, попал в ад. Чтобы в последний раз увидеть свою жену, он заключил сделку с демоном Мэлболгией и стал бессмертным «Хеллспауном». Спаун пытался сохранить свою человечность, одновременно стараясь найти способ вырваться из-под власти Мэлболгии и сражаясь с различными противниками (как сверхъестественными существами, так и представителями криминального мира).
Кроме основной серии появились различные спин-оффы, в том числе «Анжела», «Проклятие Спауна», «Сэм и Твич» и японская манга «Тени Спауна». Спаун воплощался в художественном фильме 1997 года, в мультипликационном сериале канала HBO (шёл с 1997 по 1999) и в сериях игрушек, чей высокий уровень детализации вывел McFarlane Toys на лидирующие позиции в индустрии игрушек.
Популярность Спауна со временем уменьшилась, и другие авторы, помимо Макфарлейна, стали ответственны за ежемесячные выпуски — и это стало объектом критики, так как Макфарлейн и другие сооснователи Image покинули Marvel, потому что они считали, что авторы должны владеть своими персонажами и контролировать их. Макфарлейн, впрочем, продолжает принимать решения насчёт направления, в котором должен двигаться сюжет. После того, как над серией начал работать Дэвид Хайн, комикс, теперь сфокусировавшись на хорроре, начал вновь набирать популярность. «Спаун», наряду с «Диким Драконом», является одним из двух оригинальных комиксов Image, которые издаются до сих пор.
20 апреля 2008 года на выставке Comic-Con в Нью-Йорке было объявлено, что, начиная со 185 номера, Спаун переходит в руки новой команды, состоящей из двух основателей Image. 12 июня стало известно, что эта команда состоит из Тодда Макфарлейна, Брайана Холгуина и художника и основателя Image Уилса Портацио.

## Вымышленная биография

### Военная служба и смерть
Альберт Фрэнсис Симмонс служил подполковником в морской пехоте Соединённых Штатов Америки. Позднее он перевёлся в Секретную службу США и стал её достойным членом, особенно известным как спаситель президента во время покушения. После этого его перевели в ЦРУ. Там он попал в спецподразделение, известное как Группа Безопасности США — боевой отряд высокого уровня с возможностью действовать по стране и всему миру.
Эл сомневался во многих действиях своего агентства, в особенности его руководителя Джейсона Винна, считая, что на многих заданиях было слишком много гражданских жертв. Винн и Симмонс начали сталкиваться всё чаще, и Эл решил подать в отставку. Он вернулся домой и в слепой ярости на Винна избил Ванду, что будет постоянно терзать его и ещё отзовётся в будущем. Узнав об отставке Эла, Винн приказал убийце (изначально Чеплу из «Youngblood», которого затем сменили на Джессику Прист из-за споров с Робом Лифелдом) прикончить Симмонса. Симмонс попал в Ад и заключил сделку с Мэлболгией. Эл возродится в качестве Хеллспауна, главы армии Ада, если ему будет позволено увидеть свою жену в последний раз.

### Воскрешение
Мэлболгия возвращает Симмонса на Землю, но со стёртой памятью, страшно изуродованным телом, ограниченными, но кажущимися безграничными магическими силами, и наблюдателем — Клоуном. Симмонс медленно осознаёт, что прошло пять лет после его смерти. Когда он наконец решает навестить Ванду, то изменяет внешность, но выясняет, что не может принять своё прежнее обличье — он превращается в неизвестного белого мужчину. Он обнаруживает, что его жена, Ванда Блейк, успела выйти замуж за его лучшего друга, Терри Фицджеральда, и у них появилась дочь, Сайен. В конце истории Спаун убивает наблюдателя-клоуна, встречает свою жену и говорит ей правду про то, что он погиб и его душа отправилась в ад, а потом ещё раз вернулась на землю, но уже в новом обличье Спауна. После этого его главным врагом становится демон, с которым он заключил сделку, чтобы вернуться на землю и увидеть свою жену Ванду.
Первые приключения Эла в обличье Спауна были антигероическими по натуре — он истребляет уличные банды и организованную преступность (в том числе их наёмника Оверт-килла), и убивает маньяка-убийцу детей Билли Кинкейда. Среди его прочих приключений в это время выделяется встреча с Муравьедом Церебусом — творением Дэйва Сима. Также он встречается с Анти-Спауном, который на самом деле является Джейсоном Винном (но они оба об этом не знают) и Искупителем (набожным человеком, изменённым тем же способом, что и Спаун). Он переживает нападение Анжелы — ангела, которая охотится на Хеллспаунов и называет Средневекового Спауна одним из своих трофеев. Параллельно с этим он овладевает переулками, которые называют «Крысиным городом», и заводит друзей среди бездомных, которые там живут, становясь их защитником. В частности, старый бродяга по имени Коглиостро, похоже, многое знает о нём. Коглиостро и Клоун играют роли учителей, стараясь убедить его использовать свои силы, чтобы творить добро и зло соответственно. Клоун демонстрирует, что он способен превращаться в свою истинную форму — демона Осквернителя. Также Спаун встречается с Гарри Гудини, у которого учится новым приёмам, и спасает Терри от мафии (в ходе чего его лицо рассекает пуля, и друг Спауна Бобби сшивает его шнурком от ботинка, чтобы сохранить энергию), открывает Терри, что он Эл (о чём Терри впоследствии загадочным образом забывает) и возвращает своего друга Бобби к жизни после того, как его убивает Чепл. В одном из спин-оффов Спаун встречается с Бэтменом, который разрезает ему лицо одним из своих бэтарангов. Вместо того, чтобы вылечиться с помощью магии, Спаун просит своего друга Бобби сшить ему порез шнурком от ботинка. Этот шнурок со временем вытащит Терри, и его будет носить как талисман его дочь Сайен. Спаун с лицом, сшитым шнурком, до сих пор является одним из самых узнаваемых образов персонажа.

### Первая метаморфоза
После едва не окончившегося печально столкновения с Искупителем костюм Спауна эволюционировал в более продвинутую форму. Ранее цельный и неповреждённый плащ стал рваным, а костюм потерял красную окраску и стал чисто чёрно-белым. Перчатки и сапоги Спауна также изменились, став тяжело бронированными и покрытыми шипами. Костюм теперь стал гораздо более могущественным, а способности плаща к трансформации значительно увеличились. Например, костюм отрастил меч и отрубил Искупителю руку во время их второй схватки (Спаун это не контролировал).
После битвы с Искупителем Спаун встречается с Фриком, а во время минисерии «Кровная вражда» его начинают мучить кошмары, которые он видит глазами существа, примерно похожего на Спауна, которое охотится и пожирает людей. Проснувшись, он обнаруживает, что находится среди трупов. Симмонс предполагает, что костюм после метаморфозы стал нуждаться в крови, как вампир, но после того, как он избавляется от костюма (утопив в реке) и в первый раз сражается с Джоном Санскером, также известным как Жан Сан-Кёр или Бессердечный Джон (это вампир и истинная причина появления гор трупов, в которых просыпается Спаун), он спорит с Клоуном насчёт этого. Осквернитель объясняет Спауну, что костюм нуждается в душах, и после этого Эл воссоединяется с костюмом и в ходе яростной битвы прогоняет Санскера из города.

### Рай и Ад
Спаун пытался найти способ вырваться из-под власти Ада и вернуть себе человечность. Нападения воинов и Рая, и Ада происходили все чаще, и Спаун находился на грани того, чтобы поддаться жестокости и злу. Спасение пришло в виде Кучи — разумной груды мусора, являвшейся эмиссаром Чистилища — силы, равной, Раю и Аду, с которой Спаун ещё не сталкивался. Они наделили его множеством новых способностей, которые должны были помочь ему справиться даже с самыми худшими вещами из тех, что могли предложить Рай и Ад. Ему объяснили, что Чистилище не волнует война между Раем и Адом, но оно обеспокоено разрушениями, которые причиняет эта война. На него возложили боль Геи, и когда он вернулся, Спаун стал «чувствовать» мир. Впрочем, он не использовал свои силы (только прислушивался к Гее) до тех пор, пока его не проткнул огромным дорожным знаком тёмный бог Уризен (названный в честь одного из персонажей личной мифологии поэта и художника Уильяма Блейка). Уризен причинял миру боль, и Чистилище наделило Спауна даром, который он, после того как его оживила Анжела, использовал, чтобы победить тёмного бога. Спаун заставил землю разверзнуться и поглотить Уризена, заключив его в тюрьму внутри Геи. Несмотря на то, что эти силы не описаны прямо, они, судя по всему, дают Спауну власть над стихиями и прочими аспектами живого мира.

### Новый владыка Ада
После победы над Уризеном Спаун узнал, что освобождение тёмного бога было организовано Мэлболгией как часть хитроумного плана по захвату всех кругов Ада. С помощью Анжелы и Коглиостро Спауну удаётся вернуться в Ад и наконец уничтожить своего повелителя, но при этом Анжела погибает. Злой Маммон предлагает ему корону Мэлболгии, но Спаун отвергает это предложение, как и возможность войти во врата Рая. Вместо этого Спаун направляет свои усилия на прекращение страданий человечества и истребление зла, существующего на Гее.
Подавленный тьмой на Гее, Спаун обращается к своему старому учителю, Коглиостро, с новым планом. Он примет корону владыки Ада, а затем переделает его, превратив в новый рай, который истребит всю скорбь и печаль на Гее. На Спауна и Коглиостро нападает Искупитель III, и во время битвы Симмонса утягивают в Ад демоны-скорпионы. Маммон передаёт Когу коробку, и тот убивает себя и переносится вместе с коробкой в Ад. Он передаёт её Спауну, который, приоткрыв её, на мгновение получает видение утопической жизни и своей жены, а затем Коглиостро объявляет, что он — библейский Каин, первый убийца, и сам надевает корону Ада. Каин использует свежеобретенные силы, чтобы вернуть Спауна на Землю в теле Эла Симмонса, отделив его от симбиота-Хеллспауна.

### Возрождённый Спаун
Бродя по Земле в беспамятстве, Эл встречается с молодой ведьмой по имени Никс. С её помощью он воссоединяется со своим симбиотом, и Спаун возрождается. Выглядящий как человек и по-человечески хрупкий и уязвимый (когда он не носит костюм), Спаун утратил многие свои силы, но все равно продолжает свою миссию по исправлению несправедливости в мире и обретению мира с самим собой. Впрочем, Маммон продолжает плести против него интриги. Искусив и предав Никс, Маммон получает магическую власть над союзом между Элом Симмонсом и Спауном и использует её, чтобы лишить Эла всех воспоминаний. Эл странствует по Земле, пытаясь найти нечто, что он ощущает, но не помнит. Во время своих скитаний он случайно освобождает группу ангелов, известных как Забытые, которые во время Падения оставались нейтральными, не встав ни на сторону Ада, ни на сторону Рая. Эл узнаёт, что Маммон — один из Забытых, из чего следует, что он даже могущественнее Мэлболгии.

### Армагеддон
С помощью Зелёного Мира Спаун не только возвращает свои воспоминания. Его костюм меняется вновь, на этот раз, похоже, становясь единым целым с его некроплазматическим телом. Маммон и его демонические подручные ловят Спауна и страшно пытают, чтобы выяснить тайны, которые скрывает его тело. Сердце Спауна, вырванное из его груди во время битвы с воином Рая — Апостолом — превращается в мальчика по имени Крис. Они вместе с Сэмом и Твичем спасают Спауна и возвращают его на Землю. Симмонс узнаёт, что в его теле находится Легион из тысяч человеческих душ, каждую из которых можно вызвать в виде Хеллспауна. Пока знамения конца света погружают мир в хаос, Спаун должен найти способ остановить Армагеддон и узнать истинную природу Рая, Ада и Земли.
Спаун узнаёт, что за Армагеддон ответственны недавно рождённые Вандой близнецы. Эти близнецы, которые уже много месяцев проявляли садистские и разрушительные наклонности, пытаются убить свою семью, но Спаун появляется, чтобы остановить их. Эл не способен уничтожить близнецов, а внезапное появление Зеры, Царицы Серафимов, раскрывает ужасную правду — Джейк Фитджеральд на самом деле Бог, а Кэти Фитджеральд — Сатана.
Выясняется, что и Бог, и Сатана были извлечены из своих царств и перерождены в качестве человеческих детей всемогущим созданием, известным как Матерь. Матерь — создатель Вселенной и всех её миров, а Бог и Сатана — лишь одни из многих её детей. Она считает их разочарованиями, поглощёнными разрушительной ненавистью друг к другу. Матерь, которая помогала Спауну в прошлом в обличьях Кали, Хранителя Зелёного Мира и Чудотворца, предупреждает Симмонса, что только он обладает потенциалом вознестись выше Бога и Сатаны и спасти человечество. Также она сообщает, что Армагеддон нельзя остановить — это судьба Земли.
Спауну, чтобы доказать, что он достоин спасения человечества, осталось пройти последнее испытание — победить Апостола. Перед этим Матерь советует ему доверять Сайен, потому что она «мудра не по годам». Также она сообщает, что Апостол на самом деле — хранитель портала в Эдемский сад, где Спаун должен съесть Запретный плод, чтобы спасти человечество. После того, как Эл зашвыривает Апостола в Эдем и убивает его, выясняется, что осталось ещё одиннадцать Апостолов, которые являются библейскими апостолами. К тому же, так как Хеллспауны никогда не должны были входить в Эдем, силы и жизнь Спауна будут убывать, чем больше времени он проведёт в саду. Это демонстрируется с помощью стилизованной видеоигры с счётчиком, которую Сайен видит через ноутбук. С помощью Сайен и душ Легиона Спаун по очереди убивает всех Апостолов, пока не остаётся последний — Иуда. Но Сайен кричит Спауну, чтобы он не убивал его. Спаун слушается, помня слова Матери, и не добивает Иуду. Иуда же пронзает Спауну сердце, и его счётчик достигает нуля.
Пока Спаун мёртв, появляется Матерь и срывает плод с Древа Жизни. Она говорит с Иудой, раскрывая, что, когда она принимала облик Иисуса, Иуда был его любимейшим апостолом, «единственным, кто был достаточно храбр, чтобы предать его». Без его смерти жизнь Иисуса не имела бы никакой высшей ценности. Матерь передаёт силу Запретного плода Спауну, воскресив его в новом облике — его плащ и цепи исчезают, сменившись белоснежными крыльями. Матерь объясняет, что Сайен была права — Спаун должен был умереть, чтобы воскреснуть и обрести силу справиться с Богом и Сатаной.
Вернувшись на Землю, Симмонс находит Нью-Йорк полностью уничтоженным Четырьмя всадниками Апокалипсиса. Истреблённое население Земли стало одержимо ангелами и демонами, собирающими силы для последней битвы. Когда Спаун спешит к месту, где состоится Армагеддон, на него нападает Зера, Царица Серафимов. Во время этой битвы Эл демонстрирует Зере, что его истинная сила теперь равна силам Бога и Сатаны. Спаун побеждает Зеру и появляется на поле битвы Рая и Ада с её головой в качестве трофея. Спаун прибывает на место к тому времени, когда убивают последних воинов Рая. Он уверен, что знает одного из них. На поле битвы он обнаруживает Бабушку Блейк. Она понимает, что её предали и обманули благодаря её вере в Бога. Спаун противостоит армии Хеллспаунов Сатаны, объявив, что Земное царство принадлежит ему. Называя его предателем за нарушенную клятву, Хеллспауны всех времён атакуют своего «брата». Симмонс сражается с ними, веля земле поглотить их, вернув в Ад. Узнав об этом, Сатана посылает за Спауном всех своих оставшихся воинов. Опасаясь, что Спаун помешает Армагеддону, Бог поступает так же. За этими событиями наблюдают Маммон и фигура в плаще, к которой Маммон обращается как подчинённый. Во время их разговора выясняется, что все идёт согласно их плану, и Маммон говорит, что ему не надо было ни в чём сомневаться. Когда Рай и Ад нападают на Спауна, он собирает всю силу, дарованную ему Матерью, и одним ударом уничтожает армии Рая и Ада вместе с остатками человечества.
Смеясь, он объявляет, что его действия — способ остановить Армагеддон, оставив Бога и Сатану без войск для их битвы. Затем он просит Матерь вернуть её детям их былые величие и силу, но отказывается драться с ними. Те быстро сжигают Спауна и продолжают свою вечную битву, сражаясь друг с другом на пустынной, изувеченной Земле.

### Восстановленный мир
Спаун, теперь обладающий божественной силой и защитой Матери, обретает власть заново создать Землю, вернув всех к жизни, но оставив людям все воспоминания о Вознесении. На «новой» Земле Бог и Сатана не играют никакой роли, потому что они будут заключены в собственном представлении разрушенной Земли, пока не прекратят свой кажущийся бесконечным бой, и Спаун своим последним действием в роли бога закрывает все проходы между Адом, Раем и Землёй.
Затем он просит Матерь превратить его обратно в Эла Симмонса, убедив её позволить бывшему Спауну получить шанс вернуться к Ванде и стать для Сайен кем-то вроде отца. Симмонс, теперь полностью человек, возвращается к своему старому дому, но, столкнувшись с воспоминаниями о том, как избил Ванду, и у неё случился выкидыш в ночь перед его смертью, он опять отвергает человечность, соглашаясь в своей смерти быть тем монстром, каким всегда считал себя при жизни.
Поняв, что сам Эл Симмонс, а не Маммон, сделал участь Хеллспауна карой, Спаун, вновь в красном костюме, возвращается к жизни в заброшенном и опустевшем Крысином Городе.
Позже существо в плаще сообщает Маммону о том, что Спаун победил Клоуна и закрыл последний портал в Ад, чего Маммон, называющий Спауна «своим добрым и верным слугой», и добивался.
В 169-м выпуске вернулась Зера, в виде собственной отрубленной головы, заспиртованной в стеклянном сосуде. Так как она была одной из любимиц Бога, она наделена полным бессмертием. Жрица вуду Мамбо Сюзанна вызывает Спауна, когда Зера пытается овладеть телом Никс. Она использует её тело, чтобы сразиться со Спауном, и Мамбо Сюзанна пользуется этой возможностью, чтобы разбить сосуд и швырнуть голову Зеры на улицу. Там голову съедают псы-демоны, тем самым освобождая Никс из-под власти Зеры. После этого дружба Спауна и Никс восстанавливается, а последняя возвращает свои силы.

### История трёх братьев
В следующем цикле, а также в последующих, озаглавленном «История трёх братьев», Аб и Заб создают в буквальном смысле «адский дом», где посетителей заставляют встречаться с их страшнейшими грехами, тем самым подкармливая своей силой демонов, называющихся пожирателями грехов. Женщина и священник, живущие в доме, оказываются в плену пожирателей. Появляется Спаун, чтобы противостоять этому, но он сам оказывается в ловушке иллюзии о своём грехе по отношению к Ванде и их нерождённому ребёнку. Неспособный освободиться от плена, он медленно умирает. Никс решает вмешаться, одолев и уничтожив пожирателя грехов, освобождая Спауна от видения (позже выясняется, что Никс становится сильнее). Спаун затем истребляет остальных пожирателей, пока не добирается до последнего, который кормится священником.
Внезапно выясняется, что этот священник — брат Эла Симмонса по имени Ричард, который сейчас переживает свой самый страшный грех. Спаун, до сих пор не вернувший всю память о жизни Эла, решает позволить Ричарду побыть в плену пожирателя, чтобы взглянуть на собственное прошлое. Выясняется, что Маммон под личиной человека по имени мистер Мэлфик имел значительное влияние на детство Симмонсов. Именно Маммон-Мэлфик (частый гость в доме Симмонсов и близкий друг матери Эла) учил маленького Эла мучить и убивать мелких животных и причинять боль собственному телу, похоже, намереваясь сделать из него слугу, который не будет чувствовать ни радости, ни жалости, отбирая жизнь. Мэлфик также подсадил Ричарда Симмонса на наркотики и свёл его с наркоторговцем Лаской. Кажется, что только Марку Симмонсу удалось избежать влияния Маммона, но он не в силах помочь братьям. Видение Ричарда достигло апогея, когда он смертельно ранил Ласку (ножом, который дал ему Маммон-Мэлфик), находясь под воздействием наркотиков. Ричард просит братьев помочь ему в этой ситуации. Эл Симмонс, не желая, чтобы его братья были замешаны в преступлении, решает не вызывать «скорую помощь», которая могла бы спасти жизнь Ласки, и добивает его. Затем появляется Маммон и отправляет братьев домой, пока он прячет тело.
Поняв, что пожиратель грехов уже убивает Ричарда, Никс разрушает иллюзию, и Спаун убивает демона. Потом он спрашивает брата об их родителях, выясняя, что Ричард не думал и ничего не слышал о них уже много лет. Эл считает, что Маммон заблокировал их воспоминания о родителях и не давал им даже думать о них. Спаун уходит на их поиски, пообещав вернуться за братом, а Никс создаёт заклятие, не дающее Абу и Забу выйти из дома. Затем Симмонс находит дом своих родителей и их самих, спрятанных заклятием Маммона в течение многих лет. Мать Эла приветствует его, узнав Эла Симмонса даже в облике Спауна, в то время как его отец шокирован.
Мать Эла Симмонса сговорилась с Маммоном, что она родит Хеллспауна, который будет могущественнее всех, кто появлялся до него, который переделает мир и передаст все сущее во власть Маммона. Отец Эла печалится, что не смог предотвратить то, что его жена и Маммон сделали с Элом. Когда Спаун спрашивает, почему был выбран именно его отец, тот показывает ему дневник своего прадедушки, который передавался из поколения в поколение и который мать Эла не позволила показывать детям.
В то время, как отец передаёт Элу дневник, мы видим, как Ричард Симмонс приносит еду Абу и Забу, а затем возвращается к себе, чтобы предаться воспоминаниям о детстве, когда он притворялся спящим, а отец приходил к нему, плача и молясь. Затем появляется Маммон-Мэлфик. Чувствуя, что искупление для него невозможно, Ричард вслед за Маммоном входит в дверь, за которой его ждёт Ад.

### Спаун-Стрелок
174 и 175 выпуски комикса рассказывают историю, описанную в дневнике дезертира, который позже станет Генри Симмонсом (прадедушкой Эла Симмонса), готовятся линчевать вместе с человеком, которого обвиняют в том, что он убил собственную семью. Перед ними появляется Маммон, предлагающий дать им то, чего они желают. Генри отказывается, но невиновный перед повешением соглашается. Чтобы спасти жизнь Генри, Маммон устраивает небольшой пожар. Спустя немного времени повешенный мужчина становится Спауном-Стрелком, который вырезает весь город, но по приказу Маммона оставляет Генри в живых. Стрелок кладёт Генри в гроб, принадлежавший настоящему Генри Симмонсу. Гроб плывёт по реке, где уже поджидающий Маммон рассказывает Генри, что его наследник станет Спауном, который уничтожит мир.

### Монстр в пузыре
Сюжет возвращается в дом Симмонсов, где телевизор внезапно включается и показывает выпуск новостей, в котором рассказывается о гибели художников, рисовавших комиксы. Убийца — изуродованный подросток по имени Кеннет Эрскин, который не может покидать защитную палату-пузырь из-за отсутствия иммунитета. Хоть он и не умер во время конца света, под воздействием протечки в пузыре он обрёл способность проецировать в реальный мир все, что нарисует. Марк, брат Эла, ведёт это дело, и он — единственный брат, не испорченный влиянием Маммона. Никс и Эл уходят, чтобы помочь Марку, считая, что сообщение через телевизор передал Маммон. Как только они покидают дом, там внезапно появляются Маммон и существо в плаще с чётко различимыми вампирскими клыками, которое выпивает всю кровь у отца Эла. Похоже, что личность этого существа известна матери Симмонса — она улыбается, когда Маммон спрашивает, знает ли она, кто это.
Спауну не удаётся спасти следующую жертву Эрскина, и он оказывается абсолютно беспомощным перед его психической проекцией. Существо-проекция внезапно демонстрирует черты лица Маммона, уговаривая и предлагая Спауну принять смерть. Никс вмешивается, рубя чудовище мечом, чем отвлекает Эрскина от Симмонса. Затем она телепатически связывается с Марком Симмонсом, умоляя его застрелить Эрскина. Тот отступает и прекращает атаку, позволяя Никс и Элу отправиться в больницу, где находится Эрскин. Спаун оказывается перед выбором — убивать ему Кеннета или нет — он угрожает зайти в пузырь, если убийца не скажет ему, где находится Маммон, который, по мнению Спауна, и стоит за всем этим. Затем, усложняя ситуацию и позволяя Эрскину совершить последнее убийство, появляется сам Маммон. Он открывает, что это он обучил Эрскина использовать его силы. Прикончив последнюю жертву, Кеннет совершает самоубийство, выйдя из пузыря. Спаун нападает на Маммона, пытаясь выяснить, что тому нужно. Маммон говорит, что от Симмонса ему ничего не нужно, утверждая, что он утратил все, что делало его особенным, и теперь он лишь хочет, чтобы Спаун признал, что его время прошло. Выясняется, что Маммон использовал способности Эрскина, чтобы создать свою психическую проекцию, и на самом деле он находится в другом месте. Когда проекция исчезает, Спаун падает на колени, признавая, что, что бы он ни делал, все заканчивается плохо, что мир больше в нём не нуждается.

### Ходячий мертвец
Этот выпуск показан от первого лица, глазами потерявшего память вампира по имени Северин. Он обретает сознание после того, что считает своей смертью, и обнаруживает, что лежит на столе в морге. Он не один — двое врачей осматривают тело поблизости. Когда они обнаруживают, что Северин жив, то убегают в ужасе, и их убивает Морана (помощница Маммона, то самое существо в плаще). С её помощью Северин начинает вспоминать своё прошлое и выясняет, что он — один из вурдалаков, первых вампиров.
Моране нужна помощь Северина, и она обещает в обмен на эту помощь закончить жизнь вампира. Она проводит Северина на склад, где Спаун и Никс пытаются объяснить Марку ситуацию, в которой оказался его брат. Морана объясняет, что Северин должен заразить Хеллспауна своим проклятием. Он должен укусить Спауна. Северин с лёгкостью побеждает Марка и Никс и кусает Спауна.
Северин с Мораной убегают по крышам, где вампир получает свою награду — смерть. Но его обманули. Вместо желанной гибели его ждут вечные мучения — Северин теперь вынужден вечно переживать события, которые привели к заражению Хеллспауна.

### Конец игры
Сайен, дочь Ванды Блейк и Терри Фитцджеральда, посещают жуткие видения, которые по большей части относятся к её матери. Каждый раз, когда они встречаются, Сайен видит её покрытой кровью. Она видит боль, которой страдает её спаситель — Спаун. Эти видения оказываются правдой. Спаун, заражённый проклятием вампиров, борется внутри своего разума с собственным костюмом-симбиотом, и Никс с Марком не могут ничем помочь. Костюм утверждает, что, несмотря на то, что Спаун — хозяин, именно костюм контролировал силы Хеллспауна. Он зол из-за действий Спауна, в особенности его решения отказаться от божественной силы. Костюм начинает схватку со Спауном, вернувшимся к облику Эла Симмонса. Он пытается убедить Симмонса, что его жена Ванда Блейк предала его, когда они были женаты. Он утверждает, что Ванда решила не иметь ребёнка, потому что ненавидела Эла. Костюм продолжает мучить Симмонса, напоминая ему о свадьбе Ванды и его лучшего друга Терри. Постепенно Спаун признаёт то, о чём говорит костюм, и приходит в сознание.
Далее мы видим Маммона, и выясняется, что это он заставил костюм Спауна взбунтоваться. Рядом с ним находятся Морана и её приёмные родители — Люциан и Дациана, лидеры изначальных вампиров. Маммон приказывает Моране готовиться к тому, что она должна сделать.
Затем мы видим спальню Сайен. Там её видения говорят ей, что скоро случится нечто ужасное. Первый раз за всю историю она боится Спауна, опасаясь, что на этот раз он вернётся, чтобы убить кого-то из её близких. Сайен встаёт, подходит к покрытой кровью двери шкафа, открывает её и видит перед собой Спауна. Сайен смотрит на него спрашивает: «Ты собираешься убить мою маму, верно?»
Заранее предупреждённая призраком Бабушки Блейк, Сайен ударяет Спауна ножом, рукоять которого обмотана шнурком, которым когда-то было зашито лицо Спауна. Заряженному мистической энергией ножу удаётся ранить симбиот, и Симмонс погружается в иллюзорный мир, созданный на основе его воспоминаний о жизни с Вандой, чтобы он смог решить с ней все вопросы более мирным способом.
Они оказываются в лодке, плывущей по озеру, — месте, идентичном тому, где когда-то уже были Эл Симмонс и Ванда Блейк. Спаун говорит с Вандой, утверждая, что он хотел уйти, но не мог из-за их связи и того, что он сделал. Ванда спрашивает, сможет ли Спаун уйти, если она простит его, и Эл велит ей сделать это. Но Ванда говорит, что не может простить его, но, если в нём ещё осталось что-то от её бывшего мужа, она любит его. Спаун, раздумывая, что ему делать, чувствует боль от ножа, который Сайен воткнула ему в грудь, и пытается вынуть его, но, сделав это, обнаруживает, что со шнурка свисает его обручальное кольцо — символ его связи с Вандой. Элу затем удаётся отторгнуть костюм и причалить к берегу, где их уже ждут Никс и Сайен. Но как только они выходят на берег, из воды поднимается симбиот и нападает на Никс.
Выясняется, что симбиот сохранил свои разум и независимость, и всегда работал на Маммона, во всем содействуя его усилиям по созданию идеального Хеллспауна, в обмен на возможность свободно обитать на Земле. Так как ему больше не нужен Эл Симмонс, К7-Кожжа объединяется с Никс, мстя ей за то, что она поработила его в прошлом, получив полную власть над действиями колдуньи. Симбиот пытается убить Ванду и Сайен, но Маммон не даёт ему сделать это, обещая дать ему новые силы и нового хозяина, если он продолжит подчиняться. Затем Маммон ведёт в находящийся неподалёку замок всю группу, теперь состоящую из новой Спауницы, Эла Симмонса в человеческом, не изуродованном теле, Ванды и Сайен. Падший ангел объясняет, что Ванда и Эл были частями его плана вывести идеального Хеллспауна, в лице Эла объединяя всех предыдущих Хеллспаунов из родов Симмонсов и Блейков, а Армагеддон был просто удобным способом избавиться от Мэлболгии, Бога и Сатаны, расчистив путь к получению власти над вселенной.
По пути к замку Маммон объявляет, что Эл Симмонс теперь отжил свою полезность, так как новый, лучший хозяин уже готов занять его место, и этот хозяин верен его, Маммона, планам и гораздо могущественнее, чем когда-либо был Спаун. Этот хозяин оказывается Мораной, недоношенным ребёнком Ванды и Эла, которую Маммон похитил в тот день, когда Симмонс избил жену и отвёз её в больницу.
Морана, теперь взрослая женщина, ждёт в замке, купаясь в крови девственниц в качестве части ритуала взросления. После этого Морана возвращается к человеческому облику, и готовится впервые встретиться со своими родителями. Отрекаясь от них и обвиняя их в том, что они её бросили, она овладевает симбиотом К7 и собирается поглотить души Эла и Ванды.
Так как Никс бессильна, а Матерь покинула земную реальность на десять тысяч лет, призрак Бабушки Блейк заставляет Сайен напрячь все свои пророческие силы, и девочка оказывается в ветхом доме, где пожилая женщина пишет книгу. Собирающаяся умереть, но согласная помочь, она передаёт Спауну сообщение через Сайен.
Вернувшись в Лимб, Сайен велит Спауну вызвать Легион — те дюжину душ, что остались от него. И хотя Кристофер утверждает, что остались только сильнейшие души (даже сильнее Хеллспауна), Сайен сообщает Никс, что по её плану Легион должен быть с лёгкостью побеждён Мораной.
События развиваются так, как их описывает в книге пожилая женщина, и, несмотря на свою впечатляющую силу, Легион уничтожают на глазах у беспомощной Сайен. Эл Симмонс, над которым из-за его потерь издевается Маммон, отказывается от Мораны как от дочери. В ответ на это Морана в ярости нападает на собственных слуг и отца.
Воспользовавшись моментом, Сайен обучает Никс связывающему заклинанию, достаточно мощному, чтобы навечно заточить в Лимбе Маммона и Морану. Сайен, заключая временную петлю, утверждает, что этому заклинанию её обучила пожилая женщина, которая, в свою очередь, узнала его в будущем от самой Никс. Заклинание удаётся, и Морана с Маммоном оказываются в ловушке.
Эл Симмонс убеждает Ванду вернуться обратно на Землю вместе с Сайен и Никс, попрощавшись с ней и извинившись за ту жизнь, которой у них никогда не было, остаётся в Лимбе, ища способ переродиться в качестве нового существа, больше не являющегося орудием Рая или Ада.

## Способности
Тело Спауна очень плотное — оно весит более 450 фунтов (204 кг) и целиком состоит из некроплазмы. Это даёт ему сверхчеловеческие силу, прочность и даже скорость. Несмотря на то что у него есть внутренние органы, они не работают, и их повреждение/удаление никак не влияет на Спауна. Эти органы восстанавливаются, когда он магией залечивает свои раны.
Симмонс (другие Хэллспауны не имеют этого дара, как раз поэтому Симмонс является уникальным) способен «ощущать» страдания, ненависть и боль в качестве дара (или, возможно, наказания), которым наделил его Хранитель Зелёного Мира. Он подсознательно чувствует, когда на кого-либо нападают или кого-то убивают, потому что он обрёл связь с созданиями ночи и теней, и через них испытывает муки всего человечества.
Спаун носит живой костюм-симбиот, который называется Кожжа из Седьмого Дома К (также — К7-Кожжа). Плащ, шипы, цепи и черепа являются частями организма, связанного с его центральной нервной системой, который будет защищать Спауна, даже если тот находится без сознания.
Костюм может покинуть хозяина и найти нового. Так же его могут «украсть» и присвоить себе при помощи сильной магии.
Истинный источник силы костюма — некроплазма в теле Спауна, от которой он подпитывается. Спаун способен возвращать себе эту энергию, если требуется использовать способности, не тратя собственные запасы силы. Костюм также может питаться энергией зла материального мира, вытягивая её из фонового зла людей, животных и даже определённых мест в городе. Часть его физических сил тоже связана с костюмом — благодаря его связи с нервной системой Симмонс способен изменять внешний вид, создавать дополнительные шипы и броню или превращать плащ в боевой топор. Плащ — сам по себе эффективное оружие, способное в бою наносить удары с поразительной точностью, отрубать конечности и/или лишать врагов оружия. Плюс ко всему этому, плащ способен блокировать абсолютно все типы атаки.
Плюс ко всему этому, плащ любого хэллспауна имеет своё собственное измерение, конечно, для заточений противников.
Магические способности Спауна очень обширны. Объём его сил ограничен, и читатели видят это в образе счётчика, начинающегося со значения 9:9:9:9. Каждый раз, когда Спаун использует способности, число уменьшается. Вследствие этого Симмонс в бою в основном полагается на оружие и на природные способности своего костюма в боях.
Основное ограничение Спауна — его собственное воображение. Он может использовать энергию для различных целей. С её помощью он воскрешал мёртвых, стрелял некроплазматической энергией, проникал в сны людей, телепортировался, изменял внешность, летал, исцелял больных, сжигал души, перемещался со скоростью кометы, управлял силами природы, останавливал время, проходил сквозь стены, перестраивал и изменял реальность. На некоторое время Симмонс стал практически всемогущим, съев плод с Древа Жизни, таким образом он получил силы Бога.
Спаун, как и все Хэллспауны, практически бессмертен — его можно убить, только отрубив голову оружием Рая. Также он теряет свои способности (и становится смертным) в местах, известных как «Мёртвые зоны» — участках земли, которыми владеет Рай.
После Армагеддона силы Спауна значительно уменьшились, и большинство его оставшихся способностей зависят от костюма.
Симмонс — прекрасно обученный солдат, способный сражаться как с оружием, так и без него. Симмонс освоил тринадцать форм боевых искусств на протяжении всей своей жизни и карьеры, все, в том числе: Дзюдо, Джиу-Джитсу, Каратэ, Кунг-Фу, Джит Кун До, Айкидо, Таэквондо, Бокс, Бразильское Джиу-Джитсу, Хапкидо, Муай-Тай, Ниндзюцу и Американское каратэ. Он был лучшим из убийц за весь 20-й век. Зачастую он предпочитает использовать огнестрельное оружие вместо магии.
Внутри Спауна находится неизвестное количество душ, известных как Легион, которые обладают его способностями Хеллспауна. Детектив Твич высказал предположение, что это — души людей, умерших в тот же час, когда убили Эла Симмонса, и их число может достигать шести тысяч. Сила этих душ сделала Спауна неподвластным Мэлболгии, и после того, как они уходят, у Симмонса остаются их знания и опыт. Также Спаун может вызывать эти души в образах Хеллспаунов на помощь в бою. После Армагеддона из шести тысяч душ осталась примерно дюжина.
Легион связан с Элом Симмонсом, который испытывает боль каждый раз, когда убивают одного из Легионеров. Последних членов Легиона убила Морана, дочь Симмонса.

## История издания

### Популярность
Сразу после запуска серии в начале девяностых популярность «Спауна» была очень высока, что является значительным достижением для персонажа, не принадлежащего ни DC, ни Marvel. Макфарлейн неоднократно повторял, что его целью было сделать Спауна таким же широко известным, как Супермен и Человек-паук. Работа над последним и превратила Макфарлейна в суперзвезду. Последовавший за этим уход Макфарлейна из Marvel и создание Image Comics многие считали знаковым событием, изменившим сам способ создания комиксов. Журнал «Wizard» в мае 2008 года даже назвал основание Image Comics событием номер один среди «Событий, потрясших индустрию комиксов в период с 1991 по 2008».
Первый выпуск «Спауна» разошёлся тиражом в 1,7 миллиона экземпляров. Со временем популярность серии постепенно уменьшалась, но такие события, как выпуск художественного фильма в 1997 и знаковые выпуски № 150 и № 185, неизменно возвращали интерес фанатов.

### Спин-оффы
«Анжела»
В 1994-95 гг. была выпущена минисерия, посвящённая Анжеле, сценарий которой написал Нил Гейман, а иллюстратором был Грег Капулло. Эти три выпуска вместе с одним спецвыпуском были позднее переизданы в одном томе.
«СпаунКровная вражда»
Минисерия 1995 года из четырёх выпусков. Сценарист — Алан Мур, художники — Тони Дэниел и Кевин Конрад.
«СпаунКолосажатель»
Минисерия из трёх частей, выпущенная в 1996 году, вдохновлённая легендой о валахском воеводе Владе Цепеше. Сценарист — Майк Грелл, художник — Роб Прайор.
«СпаунТёмные века»
Серия из 28 выпусков, рассказывашая историю лорда Ковенанта — рыцаря XII века, который погиб во время крестового похода и вернулся в образе Хеллспауна.
«Проклятие Спауна»
Серия из 29 выпусков, рассказывавшая о различных персонажах из вселенной Спауна.
«СпаунКровь и спасение»
Спецвыпуск, заканчивавший историю Дэниела Ллансо — героя первых четырёх выпусков «Проклятия Спауна».
«Hellspawn»
Относительно авангардное ответвление с артом Эшли Вуда. Более мрачный и атмосферный, чем оригинальная серия, «Хеллспаун» часто обращался к тревожным темам. Первые выпуски писал Брайан Майкл Бендис.
«СпаунКровь и тени»
Спецвыпуск 1999 года. Сценарист — Пол Дженкинс, художник — Эшли Вуд.
«Сэм и Твич» и «РасследованияСэм и Твич»
Серии из 25 и 26 выпусков соответственно, посвящённые расследованиям детективов Сэма Бёрка и Твича Уильямса.
«СпаунНемёртвый»
Девять мрачных и независимых друг от друга выпусков, написанных Полом Дженкинсом.
«СпаунУбийца Богов»
Фэнтезийный «перезапуск» серии, изначально бывший одним спецвыпуском, но впоследствии превратившийся в цикл из 9 выпусков.
«СпаунСимония»
Изданный во Франции в 2003 году спецвыпуск, авторам которого Тодд Макфарлейн разрешил создать собственную историю о Спауне без привлечения Image Comics. Сценаристы — Жан-Франсуа Поршеро и Алекс Николавич, художник — Алекси Брикло.
«Тени Спауна»
Японская манга, выпущенная в трёх томах по 2000 страниц.
«СпаунАрхитекторы страха»
Спецвыпуск за авторством Артура Клера и Алекси Брикло, выход которого намечен на май 2009 года.
«Приключения Спауна»
Онлайн-комикс, представляющий собой фантазию на тему «А что, если?..» в антураже детских мультсериалов.

### Кроссоверы
- Спаун пересекался в сериях с такими персонажами, как Бэтмен, Клинок ведьм, Дикие коты, Янгблады, Дикий Дракон, Церебус, Муравей, Gen-13, Черепашки-ниндзя и Теневой Ястреб.
- Анжела также появлялась в нескольких кроссоверах — в цикле «Ярость ангелов», который проходил по нескольким другим сериям, например, «Youngblood», она встречалась с Глорией. Также она появлялась в кроссовере «Ария/Анжела».
- Клоун-Осквернитель присутствовал в кроссовере «Осквернитель/Бедрок».
- Также в качестве комео, Спаун дрался с альтернативным Марком в 60 главе комикса «Неуязвимый»

## Люди, работавшие над серией

### Сценаристы
- Тодд Макфарлейн (№ 1-7, 12-15, 21-150, 185-настоящее время)
- Брайан Холгуин (№ 71-150, 185—190)
- Дэвид Хайн (№ 150—184)

### Художники
- Тодд Макфарлейн (№ 1-15, 21-24, 26-34, 50)
- Грег Капулло (№ 16-20, 26-37, 39, 41, 43, 45, 47, 49-100, 193)
- Энжел Медина (№ 101—139, 142—150)
- Филип Тан (№ 150—164)
- Брайан Хейберлин (№ 166—173, 176—178, 180—184)
- Уилс Портацио (№ 185—192, 194-настоящее время)
- Эшли Вуд (серия HellSpawn выпуски № 1-10)
- Бен Темплсмит (серия HellSpawn выпуски № 11-16)

### Приглашённые авторы
- Алан Мур (№ 8, 37)
- Нил Гейман (№ 9)
- Дэйв Сим (№ 10)
- Фрэнк Миллер (№ 11)
- Грант Моррисон (№ 16-18)
- Эндрю Гроссенберг (№ 19-20)
- Том Орзеховски (№ 19-20)
- Стив Найлс (№ 102—103)

### Приглашённые художники
- Марк Сильвестри (№ 25)
- Тони Дэниел (№ 38, 40, 42, 44, 46, 48)
- Нэт Джонс (№ 139—141)
- Лэн Медина (№ 165)
- Бинг Кенсино (№ 174—175)
- Майк Мэйхью (№ 179)

## Вне комиксов

### Телевидение
- Спаун впервые появился на ТВ в анимационном сериале «Todd McFarlane’s Spawn» на канале HBO, где главного героя озвучивал Кит Дэвид. Сериал шёл с 1997 по 1999 год и получил две премии «Эмми».  Всего было выпущено 3 сезона (18 серий). В России первый и второй сезоны демонстрировались по каналу «2х2» в июле 2009 года.

### Фильмы
- В 1997 был выпущен фильм «Спаун» с Майклом Джеем Уайтом в главной роли. Вторая часть находится на стадии препродакшена уже более 20
- В 2014 году французский режиссёр Мишель Пари (Michael Paris) опубликовал короткометражный фан-фильм Spawn: The Recall по вселенной Спауна. Короткометражка рассказывает историю ведьмы, которая больше не участвует в оккультных ритуалах и пытается воспитывать сына в нормальной обстановке. Но когда они приезжают в местный супермаркет, на мальчика нападают силы тьмы. После этого появляется Спаун и просит ведьму вернуться к магии, поскольку Люцифер вернулся и ему нужна её помощь. Пари рассказал, что фильм снимали около двух лет. При этом съёмки всех сцен проходили на протяжении четырёх дней. В самые насыщенные съёмочные дни проходили с командой из девяти человек, остальное время — не больше четырёх.
- В 2014 году начали снимать перезапуск фильма. Актёр пока был неизвестен, позже пошли слухи, что главную роль исполнит Джейми Фокс. На Нью-Йоркской Toy Fair 2016 Тодд Макфарлейн рассказал в интервью сайту ComicBook, что закончил сценарий фильма «Спаун». По его словам планируется снять супергеройский фильм ужасов с «твёрдым рейтингом R». 6 октября 2017 было заявлено, что МакФарлэйн планирует начать съёмки нового фильма в феврале 2018-го, а в 2019 должен уже выйти сам фильм. Также стало известно что этот фильм будет полноценным перезапуском.
- Спаун появляется в фильме Первому игроку приготовиться (2018 год). Его замечает Бэтгёрл, сражающегося с шестёрками во время финальной битвы[1].

### Видеоигры
- Todd McFarlane’s Spawn: The Video Game (1995) — SNES, MAME.
- Spawn: The Eternal (1997) — PlayStation.
- Spawn (игра) (1999) — Game Boy Color
- Spawn: In The Demon’s Hand (2000) — Dreamcast.
- Spawn: Armageddon (2003) — Xbox, PlayStation 2, GameCube.
- Гостевой персонаж в Xbox-версии игры Soul Calibur 2 (2002).
- Гостевой персонаж в игре Mortal Kombat 11 (2019). Его озвучивает Кит Дэвид, который уже побывал в роли Спауна
- Call of Duty: Modern Warfare II / Warzone 2.0. 6 сезон боевого пропуска посвящён теме праздника Хэллоуин и непосредственно Спауну
- 18 июля 2024 Спаун был добавлен в Mortal Kombat Mobile (Android; iOS) в качестве гостевого персонажа.

### Музыка
- Кроме официального саундтрека к фильму, в 1996 году вышел концептуальный альбом «The Dark Saga» группы Iced Earth, основанный на истории Спауна. На обложке, нарисованной Грегом Капулло и Тоддом Макфарлейном, изображён сам Спаун, хотя из-за проблем с правами использовать имена персонажей в песнях было невозможно.

## Критика и отзывы
- Спаун занял 36 место в списке 100 лучших героев комиксов по версии IGN по версии веб-сайта IGN.[2]
- Журнал «Wizard» поставил персонажа на 60 место в своём рейтинге 200 лучших персонажей всех времён.[3]
- В списке 50 величайших персонажей комиксов по версии журнала «Empire» Спаун занял 50 место.[4]